# Лохрі
Лохрі, Лорі (пенджаб. ਲੋਹੜੀ, لوہڑی, Lohri) — популярний індуїстський «фестиваль врожаю», що святкується в Індії, особливо Північній Індії. Зазвичай святкування проводяться на відкритому повітрі, разом усією сім'єю або з друзями, важливим елементом є запалення багаття у вечорі. Цього дня діти ходять від двері до двері навколишніх домів, співаючи народні пісні на честь Долхи Бхатті, грабіжника, що грабував багатих і допомагав бідним; за це вони отримують солодощі та, інколи, гроші, ці подарунки відомі як «лохрі». Дари також підносяться до священного вогню, туди кидають кукурудзу, фісташки та інші шматки їжі, що приносяться у дар богу вогню, Аґні.
Лорі є офіційним святом у Пенджабі, регіоні Джамму в Джамму та Кашмірі та Гімачал-Прадеші.